# 相楽東部広域連合立南山城小学校
相楽東部広域連合立南山城小学校（そうらくとうぶこういきれんごうりつ みなみやましろしょうがっこう）は、京都府相楽郡南山城村にある公立小学校。2003年に村立小学校3校（大河原、高尾、田山）を統合して開校した。イギリスのリチャード・ロジャースが設計した教室間の仕切りが少なく開放的な校舎が特徴。

## 沿革
- 1995年 - 村議会にて南山城村立小学校建設委員会設置条例が制定される
- 2002年9月 - 平成14年度第3回定例村議会にて、開設が決定
- 2003年4月 - 開校
- 2004年6月 - 平成16年度文教施設協会会長賞を受賞
- 2004年9月 - イギリス王立英国建築家協会により、「ワールドワイド・アワード」を受賞
- 2006年3月 - 南山城村立野殿童仙房小学校を統合
- 2009年4月 - 和束、笠置、南山城の相楽郡東部3町村の教育委員会が広域連合に移行したことにより、相楽東部広域連合立南山城小学校へ改称

## 卒業後の主な進路
- 相楽東部広域連合立笠置中学校

## 交通アクセス
- 関西本線 月ヶ瀬口駅下車

## 通学区域が隣接している学校
- 相楽東部広域連合立笠置小学校
- 相楽東部広域連合立和束小学校
- （滋賀県）甲賀市立多羅尾小学校
- （三重県）伊賀市立島ヶ原小学校
- （奈良県）奈良市立月ヶ瀬小学校
- （奈良県）奈良市立柳生小学校